# Willem Dirk van Foreest
Willem Dirk van Foreest (Alkmaar, 1796 – aldaar, 28 november 1840) was burgemeester van Heiloo. Tevens was hij hoofdingeland van de Schermer. 
Willem Dirk van Foreest werd geboren als zoon van Zacheus van Foreest en Rijka Maria van Cats (1762-1846). Hij was gehuwd met Maria de Jong. 
In 1826 werd Willem Dirk benoemd als burgemeester van Heiloo. Deze functie zou hij vervullen tot aan zijn dood in 1840. Hij vervulde tevens de functie van strandvonder.